# Ryō Takeuchi
Ryō Takeuchi (jap. 竹内 涼; * 8. März 1991 in Hamamatsu, Präfektur Shizuoka) ist ein japanischer Fußballspieler.

## Karriere
Ryō Takeuchi unterschrieb seinen ersten Vertrag 2009 bei Shimizu S-Pulse. Der Verein aus Shimizu spielte in der höchsten Liga des Landes, der J1 League. 2012 wurde er an Zweitligisten Giravanz Kitakyūshū nach Kitakyūshū ausgeliehen. Für Giravanz absolvierte er 30 Spiele in der zweiten Liga. 2013 kehrte er nach der Ausleihe zu Shimizu zurück. Ende 2015 musste er mit dem Club als Tabellensiebzehnter in die zweite Liga absteigen. 2016 wurde er mit Shimizu Vizemeister der zweiten Liga und stieg direkt wieder in die erste Liga auf. Am Ende der Saison 2022 musste er mit dem Verein als Tabellenvorletzter in die zweite Liga absteigen. Nach insgesamt 240 Ligaspielen wechselte er im Januar 2024 zum Ligakonkurrenten Fagiano Okayama. Am Ende der Saison 2024 belegte er mit Okayama den fünften Tabellenplatz und qualifizierte sich somit zu den Aufstiegsspielen zur ersten Liga. Hier konnte man sich im Finale gegen Vegalta Sendai durchsetzen und stieg somit in die erste Liga auf.

## Erfolge
Shimizu S-Pulse
- Japanischer Zweitligavizemeister: 2016 (Vizemeister)  ▲